# Syrnak
Syrnak (bułg. Сърнак) – wieś w Bułgarii, w obwodzie Kyrdżali, w gminie Krumowgrad. W 2023 roku liczyła 188 mieszkańców.